# Gelat napolità

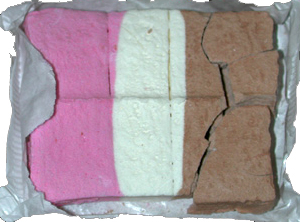
Gelat napolità liofilitzat, que es mostra amb l'aire estanc d'alumini parcialment sense embolicar.

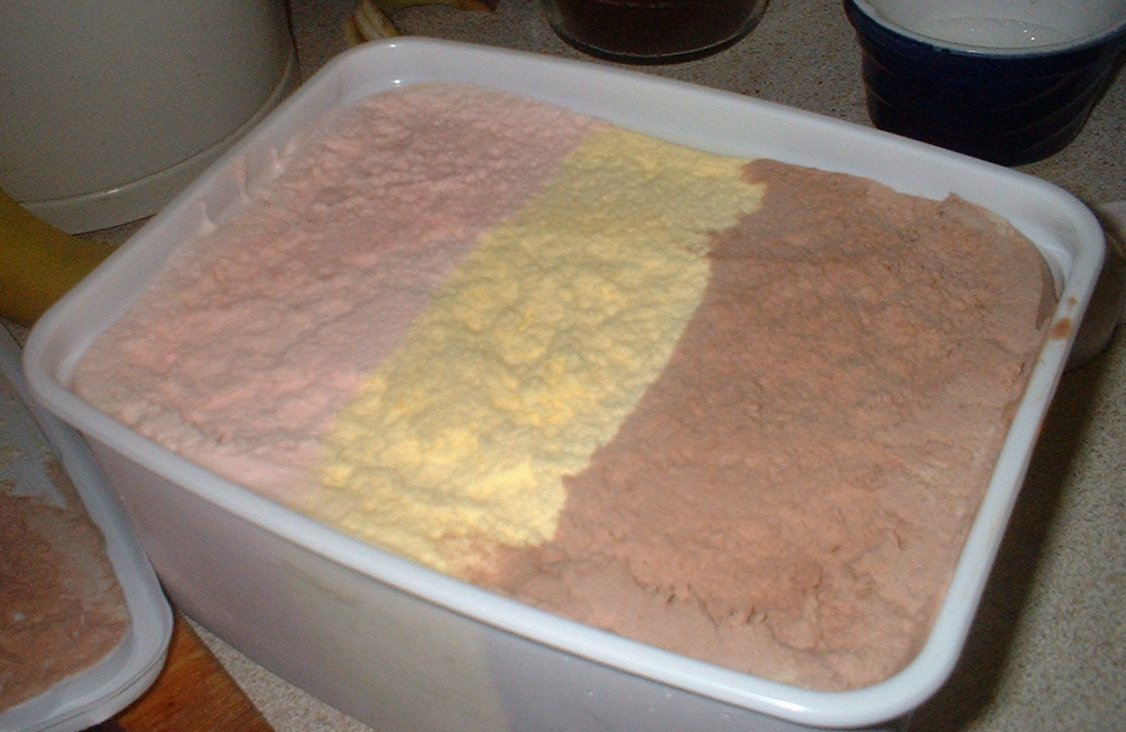
Bloc de gelat napolità del Regne Unit

El gelat napolità o tall de gelat és aquell gelat compost per tres capes, de xocolata, vainilla i maduixa, juntes, sense separació entre elles.

## Història
La recepta va rebre el seu nom a la fi del segle xix com a reflex dels seus presumptes orígens en la cuina de la ciutat italiana de Nàpols. Molts emigrants napolitans van portar la seva experiència en l'elaboració de gelats als Estats Units, on van introduir el spumone en els anys 1870 com a gelat d'estil napolità. Les primeres receptes usaven diversos gusts, però al final van prevaldre els tres junts al mateix motlle. El més probable és que els gusts de xocolata, vainilla i maduixa passessin a ser estàndard per la raó que eren els més populars als Estats Units en el moment de la seva introducció. A Espanya és més conegut com a gelat de «tres gusts», i s'acostuma a prendre tallant una porció i posant-la entre dues galetes lleugeres i insulses. Es menja subjectant les galetes amb la mà. També es pot servir en un plat i, en aquest cas, es menja amb cullereta i sense galeta.

## Pastís
A Austràlia hi ha un popular pastís conegut com a pastís napolità o de marbre, elaborat amb els mateixos tres colors del gelat napolità revolts en un patró amarmolat, i normalment coberts amb un setinatge rosa.